# Гутьеррес, Рауль
Рауль Эрасто Гутьеррес Хакобо (исп. Raúl Erasto Gutiérrez Jacobo; род. 16 октября 1966, Мехико) — мексиканский футболист, защитник, известный по выступлениям за «Америку», «Атланте» и сборную Мексики. Участник чемпионата мира 1994 года. В 2007 году начал карьеру тренера.

## Карьера

### Клубная карьера
Гутьеррес начал карьеру в клубе «Атланте». В 1989 году он дебютировал за команду в мексиканской Примере, а в 1992 году помог клубу из Канкуна выиграть чемпионат Мексики. После чемпионата мира Рауль перешёл в столичную «Америку». В первых сезонах он не всегда проходил в состав, но вскоре завоевал место основного защитника. В Мехико Гутьеррес провёл 7 сезонов, после чего перешёл в «Леон». В стане львов он провёл сезон, по окончании которого завершил карьеру.

### Международная карьера
В 1991 году Гутьеррес дебютировал за сборную Мексики. В 1993 году он стал серебряным призёром Кубка Америки в составе национальной команды.
В 1994 году Рауль попал в заявку национальной команды на участие в чемпионате мира в США. На турнире он сыграл в поединках против сборных Ирландии и Норвегии. В 1995 году Гутьеррес принял участие в Кубке Америки и Кубке короля Фахда, где занял третье место.
В 1996 году Рауль выиграл Золотой кубок КОНКАКАФ. На турнире он сыграл в матчах против сборных Сент-Винсента и Гренадин, Гватемалы и Бразилии.

### Тренерская карьера
В 2007—2009 годах тренировал клуб «Коррекаминос», игравший в высшей лиге Мексики. С 2010 года тренировал юношескую (до 17 лет) сборную Мексики и в 2011 году выиграл с ней домашний чемпионат мира. На следующем чемпионате мира вывел свою команду в финал, где она уступила Нигерии и стала серебряным призёром.
С 2014 года возглавлял молодёжную (до 21 года) и олимпийскую сборные Мексики. В 2016 году вместе с командой победил в североамериканском отборочном турнире перед Олимпиадой в Рио.

## Достижения
Командные
 «Атланте»
- Чемпионат Мексики по футболу — 1991/92

Международные
 Мексика
- Золотой кубок КОНКАКАФ — 1996
- Кубок Америки по футболу — 1993
- Кубок конфедераций — 1995